# Rueda (Vi)
Rueda és una denominació d'origen dels vins produïts a les províncies de Valladolid, Segòvia i una part petita de la província d'Àvila. L'àrea de producció és composta per 53 municipis del sud de la província de Valladolid, concretament des de la riba del Riu Duero, 17 a l'oest de la de Segòvia i 4 al nord de la província d'Àvila. La capital n'és el municipi de Rueda. Aquesta denominació destaca per ser una de les poques zones d'Europa en la producció de vi blanc i de la protecció i desenvolupament de la varietat autòctona Verdejo.

## Història
La Denominació d'Origen vitivinícola és la més antiga de l'actual autonomia de Castella i Lleó; concretament es va crear l'any 1980, i inicialment hi circumscrivia la seva producció a vins blancs. La zona compta amb una tradició antiga, ja que hi ha notícies de cultiu de la vinya des de l'edat mitjana, sobretot elaborant-hi vins negres. El vi antic de Rueda va ser el primer que es va cotitzar més car com més vell. La major part dels vins es venien joves, fins i tot els vins Xères, que fins al segle xviii en sortien dels ports gaditans recent fermentats camí cap a Anglaterra. El gust del vi ranci és l'atribut que li va donar renom, la culminació va ser una Ordre Reial de 1911 en la qual es declarava al vi "Tierra de Medina" com un vi especial "similars als Xères i Màlaga". A principis del segle xx, la superfície de vinya era d'unes 90.000 ha, però després de l'atac de la fil·loxera, i l'augment d'altres cultius més rendibles com el blat va fer minvar la superfície de cultiu. Des de l'any 1994 s'hi permet l'elaboració de vins negres i rosatsi des del 5 d'agost de 2008 s'hi troben emparats per la Denominació d'Origen Rueda, data en la qual es publica l'actual reglament de la DO en el Butlletí Oficial de Castella i Lleó.

## L'entorn
La DO Rueda s'eleva entre 700 i 800 metres sobre el nivell del mar, amb terres planes però altes, les quals suporten hiverns freds i molt llargs, primaveres curtes amb gelades tardanes i estius calorosos i secs, només alterats per inoportunes tempestes. Aquest factor obliga els ceps a buscar els seus recursos hídrics en el més profund del subsòl, més que en altres zones d'Europa. La vegetació brolla tardanament, amb podes fins al mes de març fins i tot abril. Les pluges són escasses assolint-ne uns mínims de 300 litres i uns màxims de 500 litres anuals. Per la seva latitud, la zona de Rueda queda enclavada en l'àmbit mediterrani. No obstant això, per la seva altitud, es declara d'influència continental.
Pel que fa als sòls, tenen una composició alta en calci i magnesi, amb bon drenatge i permeabilitat. Aquest substrat geològic ha evolucionat en superfície cap a sòls bruns dels dipòsits al·lòctons pedregosos, donant lloc als típics terrenys on s'assenten les millors vinyes de la DO Rueda.

## Varietats de raïm
- Varietats blanques: Verdejo, Sauvignon Blanc, Macabeu. Palomino.
- Varietats negres: Ull de Llebre, Cabernet Sauvignon, Merlot, Garnatxa.